# José Vantrolá
José Raymundo Vantolrá Rangel (Mexikóváros, 1943. március 30. –) mexikói válogatott labdarúgó, edző.

## Pályafutása

### Klubcsapatban
1962 és 1973 között a Deportivo Toluca csapatában játszott. 

### A válogatottban
1963 és 1970 között 30 alkalommal szerepelt a mexikói válogatottban. Részt vett a hazai rendezésű 1970-es világbajnokságon.

### Edzőként
1992 és 1993 között a Deportivo Toluca vezetőedzője volt, 1996-ban a Santos Laguna csapatát irányította.

## Sikerei
Deportivo Toluca
- Mexikói bajnok (2): 1966–67, 1967–68
- Mexikói szuperkupa (2): 1967, 1968

## Külső hivatkozások
- José Vantrolá – a FIFA adatbázisában
- José Vantrolá adatlapja a National-Football-Teams.com oldalon (angolul)

- José Vantrolá adatlapja a worldfootball.net oldalon (angolul)